# Pont-à-Marcq
Pont-à-Marcq é uma comuna francesa na região administrativa de Altos da França, no departamento do Norte. Estende-se por uma área de 2.22 km². Em 2010 a comuna tinha 2 992 habitantes (densidade: 1 347,7 hab./km²).